# Sanys
Sanys là một chi bướm đêm thuộc họ Erebidae.